# Residenzplatz

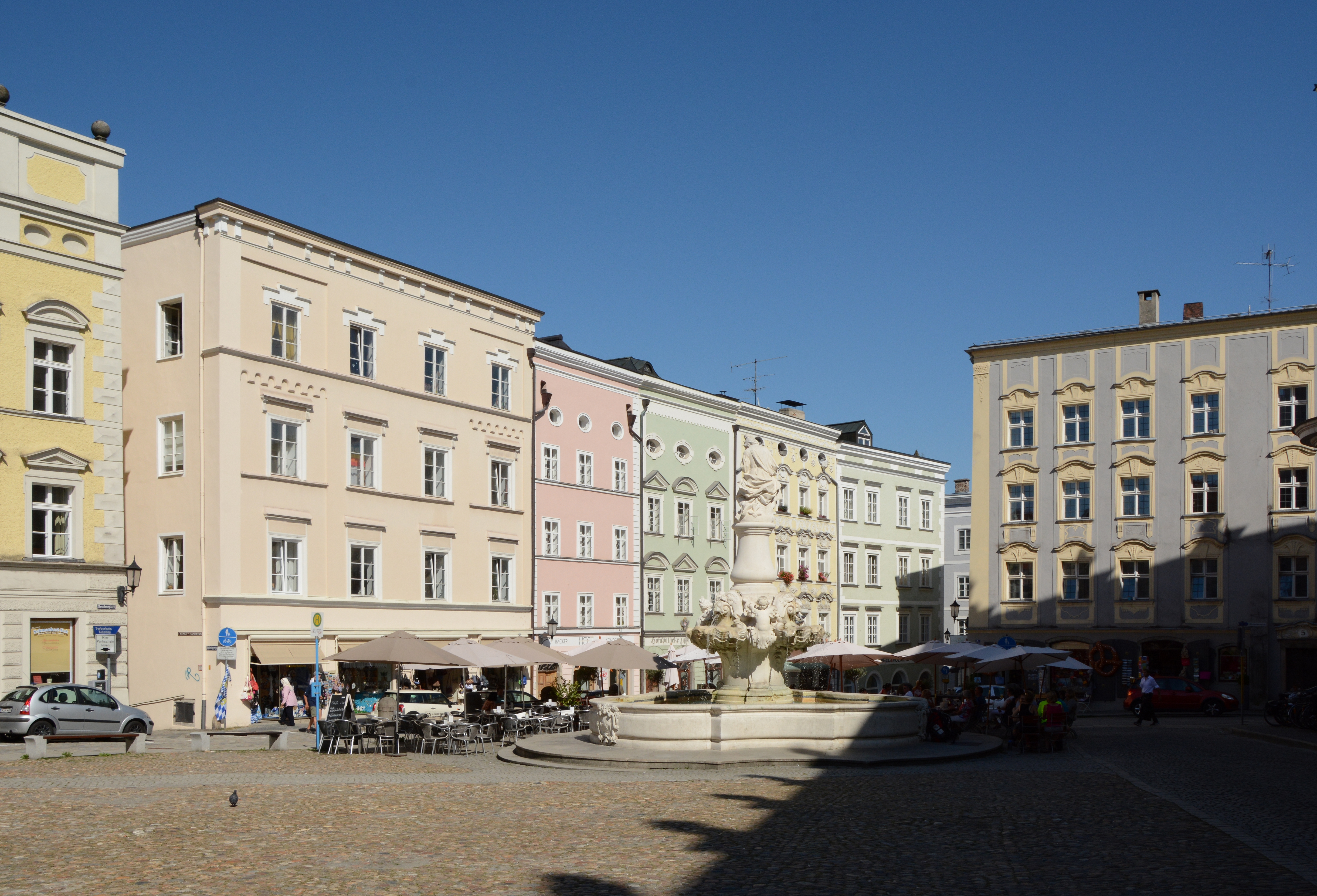
Residenzplatz in Passau

In zahlreichen Städten im deutschsprachigen Raum gibt es heute einen Residenzplatz, da vor der jeweiligen Residenz eines weltlichen oder geistlichen Fürsten (oder sonstigen machtvollen Herrschers) in aller Regel ein zugehöriger großer repräsentativer Platz angelegt wurde. Gerade in der Zeit der Renaissance und des Barock wurden viele solcher großer „herrschaftlicher“ Residenzplätze errichtet, die gemeinsam mit dem Regierungssitz (der Residenz) Macht und Ansehen des jeweiligen Herrschers anschaulich demonstrieren sollten.
Die in der frühen Neuzeit vorherrschenden Ideen einer idealen Stadt verlangten dabei in Anlehnung an antik-römische Städte eine nach geometrischen Grundsätzen ausgerichtete Stadt, in der sich mittig der Hauptplatz – vielfach gleichbedeutend mit dem Residenzplatz – befinden soll, der als Ideal wieder umgeben sein müsste von weiteren geometrisch angeordneten Plätzen. Alle diese Plätze sollten wieder von übergeordneten Hauptstraßen sternförmig aufgeschlossen werden.

## Beispiele
Bekannt sind vor allem folgende Residenzplätze:
- der Residenzplatz (Salzburg)
- der Residenzplatz (Würzburg)
- der Residenzplatz (Passau)

Auch in Eichstätt und Neumarkt in der Oberpfalz befinden sich Residenzplätze.